# Gene Melchiorre
Eugene Melchiorre (Highland Park, 10 augustus 1927 - aldaar, 27 september 2019) was een Amerikaans basketballer.

## Biografie
Melchiorre groeide op als vijfde van zes kinderen van een tuinier. Hij speelde in zijn jeugd American football, basebal, basketbal en tennis. Hij ging naar het leger van 1945 tot 1947 en speelde twee seizoenen basketbal terwijl voor de Ramblers die zijn diensteenheid verdedigde. Daar leerde hij Bill Mann kennen met wie hij samen naar Bradley University ging op een beurs die betaald werd door de G.I. Bill of Rights.
Bij Bradley stond hij bekend als goede passer en scoorder ondanks zijn kleine gestalte. Hij nam met zijn ploeg deel aan zowel het National Invitation Tournament en het NCAA-toernooi in 1950. Beide toernooien werden in de finale verloren tegen de ploeg van de City College of New York. In de finale van het NCAA-toernooi werd hij topschutter met 16 punten.
Na het seizoen in 1951 kwam hij samen met 32 andere spelers waaronder vriend Bill Man in opspraak in een groot point shaving schandaal waarbij verschillende spelers van verschillende universiteitsteams de wedstrijden vervalste door minder punten te scoren zonder de uiteindelijke winnaar te beïnvloeden. In ruil zouden ze dan geld krijgen van gokkers om deze fraude te plegen. Melchiorre en zijn ploeggenoten Man en Mike Chinakas werkten mee aan het onderzoek en in plaats van drie jaar cel kregen ze een voorwaardelijke straf. Melchiorre stelde zich ondanks het schandaal kandidaat voor de NBA draft van dat jaar na vier jaar voor Bradley te hebben gespeeld. Hij werd door de Baltimore Bullets als eerste gekozen in de eerste ronde. Ondanks dat hij geselecteerd werd om in de NBA te spelen zou hij nooit een minuut op het veld staan. Niet veel nadat hij zijn aandeel bekende in de puntenfraude bande NBA-directeur Maurice Podoloff alle betrokken spelers uit de NBA. Hierdoor werd hij de enige nummer 1 pick in een NBA-draft die nooit in de NBA zou spelen.
Hij keerde nadien terug midden jaren vijftig naar zijn geboortestad en had verschillende jobs gedurende zijn verdere leven. Hij werd de daarop volgende jaren opgenomen in verschillende Hall's of Fame.
Hij overleed op 92-jarige leeftijd op 27 september 2019.

## Erelijst
- Basketball Museum of Illinois/IBCA Hall of Fame: 1975[2]
- Bradley University Athletics Hall of Fame: 1979
- Chicagoland Sports Hall of Fame
- The Greater Peoria Sports Hall of Fame: 1996[6]
- Missouri Valley Conference All-Time Baseball Team op de 2e Base: 2007
- Highland Park Sports Hall of Fame: 2012[4]